# Galambos Zoltán (rendező)
Galambos Zoltán (Budapest, 1966. január 30. –) hangmérnök, gyártásvezető, rendező, színész, színigazgató. 2005-ben alapította meg magánszínházát, a  Körúti Színházat.

## Életpályája
1984-től tíz éven át a Madách Színház hangmérnöke volt, 1994-ben pedig a színház Mi újság, Madách? című havilapjának főszerkesztője is.
Ezután a filmiparban dolgozott. Gyártásvezetője volt Pálfi György több filmjének is, így: a Hukklénak és a Taxidermiának, a Mindörökké gyártásában pedig mint line producer a költségvetés felelőse volt.
Az 1990-es évek vége óta részt vesz rendezvények szervezésében is.
Első színházi rendezése a 2001-ben a mezőkovácsházi székhelyű Hunyadi János Közoktatási Intézmény DUMA’Színháza által előadott Második szereposztás című musical-vígjáték volt, aminek – Turcsán Andrással – írója is egyben, és aminek 2004-ben, már saját alapítású színházával volt a hivatalos ősbemutatója. 2004-ben a Musical Színház ügyvezető igazgatója. A következő évben Körúti Színház néven megalapította magánszínházát, amely korábban vándortársulatként járta az országot. Első bemutatójuk 2005 karácsonyán volt, Molnár Ferenc A doktor úr című darabjával Koltai Róberttel a főszerepben, de repertoárjukon már két korábban is játszott darab is volt.
2008 nyarán indulította el Százhalombattán, a Barátság Kulturális Központban a Kiskörúti Színiiskolát. Az iskola egy kéthetes nyári táborként indult, azt követően ősszel hetente két alkalommal folytatódott. 2011-től már Budapesten, az Erzsébetligeti Színházban is működött a Körúti Színház színiiskolája. 2015-ben megszűnt a Százhalombattai Színiiskola, de a képzés Erzsébetligeten folyik tovább. A színiiskolából azóta többen is a társulathoz szerződtek.

## Filmes munkák
Számos filmben tevékenykedett, főként mint gyártásvezető vagy producer.
- 1995 Céltalan célok, tévéjáték[4] – író, rendező

- Próba szerelem, 12 részes tv-sorozat – író, rendező
- Hukkle, játékfilm (rendező: Pálfi György) – gyártásvezető, az Európai Filmakadémia Fassbinder-díját nyerte
- Jött egy busz, játékfilm (rendező: Pálfi György) – gyártásvezető
- Taxidermia, játékfilm (rendező: Pálfi György) – gyártásvezető
- Nem vagyok a barátod, játékfilm (rendező: Pálfi György) – gyártásvezető
- Montecarlo!, játékfilm (rendező: Fischer Gábor) – gyártásvezető
- Friss levegő, játékfilm (rendező: Kocsis Ági) – gyártásvezető
- Remélem legközelebb sikerül meghalnod :-) (rendező: Schwechtje Mihály – gyártásvezető, producer)
- Reklámok – író, rendező (Pizza Hut, Frosta, Schlossgold, Bonbonetti)
- Videóklip – író, rendező

## Színházi munkái
A Színházi adattárban 2018. január 24-én regisztrált bemutatóinak száma szereplőként: 1, íróként: 3, rendezőként: 12.

### Rendezések (felnőtt előadások)[6]
- Neil Simon: Mezítláb a parkban (2003)
- Oli Peagen: Az ajándék Gésa (2004)
- Galambos-Meskó-Turcsán: Kell egy színház (2006)
- Molnár-Kocsán-Miklós: A vörös malom (2007)
- Ray Cooney-Michael Cooney: Minden lében három kanál (2008)
- Marcel Achard: A bolond lány (2009)
- Dr. Vitéz-Vadnai-Galambos: Meseautó (2010)
- Galambos-Csepreghy: Piros bugyelláris (2011)
- Soóky Margit: Katyi (2013)
- Szigeti József: A vén bakancsos és a fia, a huszár (2013)
- Tabi László: Spanyolul tudni kell (2015)
- Colin Higgins: Harold és Maude (2015)
- Karinthy Ferenc: Gellérthegyi álmok (2016)
- Molnár Ferenc: Az üvegcipő (2018)
- Szilágyi László: Zsákbamacska (2018)
- Gyárfás Miklós: Butaságom története (2019)
- Bacsó Péter: A tanú (2021)
- Neil Simon: Furcsa pár (2021)

### Rendezések (gyerekdarabok)
- A kis herceg, 2006
- Emil és a detektívek, 2009
- Légy jó mindhalálig, 2010
- Óz, a csodák csodája
- Ágacska, 2012
- Csipkerózsika, 2013
- Ki lopta el az ünnepeket, 2014
- Lúdas Matyi, 2015
- Shakespeare mesék sorozat:  Makrancos Kata  A vihar

## Rendezvényszervezési tevékenységei
- 1997-től: Fővárosi Önkormányzat március 15-i ünnepsége
- 1997: X-akták filmbemutató
- 1998-tól: Hídünnep – Fővárosi Önkormányzat
- 1999-től: Játsszunk Színházat – Oktatási Minisztérium
- 1999: Illés György 85. Születésnapja – MMKA
- 1999: Szilveszter – Fővárosi Önkormányzat
- 2000: Millenniumi utcabál – ISM
- Campona-megnyitó[forrás?]
- West End megnyitó[forrás?]
- Százhalombatta október 23-i ünnepsége, 2010, 2011, 2012, 2014[forrás?]
- Százhalombatta március 15-i ünnepsége[forrás?]
- Budapest XVI. kerületi március 15-i megemlékezés[forrás?]

## Körúti filmszínház
2017-ben a Körúti Színház saját gyártású filmeket kezdett el forgatni, melyeknek elkészítésében Galambos rendezőként tevékenykedett.
- 2017 Spanyolul tudni kell
- 2018 Én és a kisöcsém
- 2019 A piros bugyelláris